# Yigs förbannelse
Yigs förbannelse (The Curse of Yig) är en novell av den amerikanske författaren H.P. Lovecraft som skrevs i samarbete med den amerikanska novellisten Zealia Bishop. Den kan sägas vara skriven av Lovecraft, efter ett synopsis och en idé av Bishop. Novellen utkom första gången i novemberupplagan 1929 av den amerikanska science fiction- och skräcktidskriften Weird Tales.
I novellen introduceras Yig, den fiktiva gudalika varelsen "Ormarnas fader". Kort efter att han skrivit Yigs förbannelse skrev han novellen Fasan i Dunwich (engelsk originaltitel "The Dunwich Horror"), som mer hade det slags fason, som han önskade av en gudlik varelse bland människorna.
På svenska utgavs novellen 2013 av Hastur förlag i novellsamlingen Medusas hår och andra skräckberättelser. Översättningen är gjord av Martin Andersson och Jonas Wessel.

## Handling[1]
Ett äkta par flyttar till Oklahoma 1899 och hör talas om de lokala legenderna om en "ormgud" som kallas Yig. Denne tar hämnd på var och en som dödar ormar, antingen genom att döda dem eller förvandla dem till ett slags ormmonster. Maken lider av uttalad ophidiofobi (ormskräck) och hans fru dödar flera skallerormar när hon hittar en näste vid ett av deras lägerplatser. Maken blir besatt av tanken att Yig ska söka hämnd och börjar praktisera ett flertal ritualer som han hämtat från lokala indianstammar i området, för att hålla Yig borta. Det går hans hustru på nerverna, så till den milda grad att hon i nattmörkret dödar sin man, för att hon tror att det är Yig som kommit på besök. Hon förs till sinnessjukhus och dör där, men inte förrän hon givit födelse åt en varelse som till hälften är orm.

## Bakgrund
Bishop skriv grundberättelsen och betalade Lovecraft för att skriva fram berättelsen till novell 1928. På ett sätt kan novellen sägas vara spökskriven, medan den också kan klassas som ett samarbete. Lovecraft berättade att han fick 40 dollar för arbetet och att Bishop sedan fick 75 dollar, när hon sålde novellen till Weird Tales. Där publicerades den i hennes eget namn i november 1929 (volym 14, nummer 5) på sidorna 625-636.
Novellen var den första av tre som Lovecraft skrev åt Bishop. De andra var De underjordiska (originaltitel The Mound) och Medusas hår (Medusa's Coil).